# Pandemia de COVID-19 en Trinidad y Tobago
La pandemia de COVID-19 en Trinidad y Tobago se confirmó que llegó a la República de Trinidad y Tobago el 12 de marzo de 2020.

## Cronología
El 12 de marzo, la República de Trinidad y Tobago registró su primer caso de COVID-19. Era un hombre de 52 años que había estado recientemente en Suiza.  Se aisló a sí mismo antes de comenzar a experimentar síntomas de COVID-19. Se está realizando un rastreo de contactos para los pasajeros del vuelo del paciente.
El 13 de marzo, Trinidad y Tobago registró un segundo caso de COVID-19. El paciente, un hombre de 66 años con antecedentes de viajes desconocidos, se presentó en un centro de salud y pronto fue aislado. Otras personas que pueden haber estado expuestas al paciente también están en cuarentena.  Se confirmaron dos casos más la noche del domingo 15, lo que eleva el total a 4 casos.
Un quinto caso fue confirmado el 16 de marzo. El 17 de marzo se confirmaron otros dos casos.

## Esfuerzos de prevención
El ministro de Salud, Terrance Deyalsingh, anunció que Trinidad y Tobago había decidido implementar restricciones a las personas que viajan desde China. A las personas que vivan o hayan visitado China se les prohibirá ingresar a Trinidad y Tobago a menos que ya hayan estado fuera de China 14 días antes de intentar viajar a Trinidad y Tobago. Los viajeros cuyos vuelos se originan en Italia, Corea del Sur, Singapur, Japón, Irán, Alemania, España y Francia también deben estar restringidos. El 16 de marzo, el primer ministro Keith Rowley anunció que el país cerrará sus fronteras a todos, excepto a los nacionales de Trinidad y Tobago y los trabajadores de la salud durante los próximos 14 días. Además, los bares debían cerrarse y los cierres de escuelas se extenderían hasta el 20 de abril.  El cierre entrará en vigor a la medianoche del 17 de marzo.
El 13 de marzo, Rowley anunció que las escuelas y universidades se cerrarían en todo el país durante una semana debido a los temores del coronavirus. 
BPTT cerró sus oficinas en respuesta al coronavirus.
Deyalsingh dijo que había 3.000 kits de prueba en Trinidad al 16 de marzo y que vendrían 1000 más. 
La ministra de Trabajo, Jennifer Baptiste-Primus, anunció que la licencia pandémica estaría disponible para los trabajadores con hijos.